# Luís de Matos
Luís Manuel Curcialeiro Godinho de Matos ComIH (Lourenço Marques, 23 de Agosto de 1970) é um ilusionista português, muito conhecido pelos vários programas de divulgação do ilusionismo na RTP. 
Sobejamente reconhecido a nível nacional e internacional é o mágico português mais premiado, bem como o mais jovem até hoje a ser distinguido com o “The Devant Award”, considerado o mais relevante dos troféus atribuídos anualmente pelo clube centenário en:The Magic Circle (Outubro 2013).  

## Biografia
Luís de Matos apresentou a sua primeira ilusão aos 11 anos. Desde então tornou-se conhecido nacional e internacionalmente conhecido pelas suas ilusões, tendo apresentado vários programas na RTP. 
Aos 5 anos, em 1975, deixou Moçambique e mudou-se com os pais para Portugal tendo a família ido viver para concelho de Ansião, distrito de Leiria.
Luis de Matos possuiu um bacharelato em Produção Agrícola tendo estudado na en:Escola Superior Agrária de Coimbra no Instituto Politécnico de Coimbra.
Em 1995, Luis de Matos impressionou os portugueses com uma ilusão de previsão dos números do Totoloto com uma semana de antecedência.

## Carreira profissional
Luís de Matos começou as suas aparições na televisão em 1990 e dois anos depois apresentou a sua própria série de televisão intitulada "Isto é Magia". Seguida de várias séries, incluindo "Noite Mágica, Ilusões com Luis de Matos, Luis de Matos Ao Vivo, e Luis de Matos Mistérios para a RTP1. 
Luis de Matos também actuou noutras séries de televisão por todo o mundo como "Shalakabula" em Espanha, :en:The Magicians (2011) no Reino Unido, integrando recentemente a adaptação espanhola deste programa da BBC em es:Por arte de magia. Participa semanalmente, pela nona temporada em directo à sexta-feira, no programa LUAR da TVG, em Espanha.
Actualmente está em tour em Portugal com o seu mais recente espectáculo de teatro chamado "Luis de Matos CHAOS", depois de dois grandes sucessos intitulados "CLOSE-UP" e "ENIGMA". 
Foi nomeado "Mágico do Ano" pela :en:Hollywood Academy of Magical Arts em 1999, realizou trabalhos de consultoria mágica para o Teatro Nacional Dona Maria, São João e São Carlos, foi director artístico do FISM 2000 , em Lisboa e, actualmente, produz vários Festivais Anuais de Magia em Portugal.  
Luís de Matos é responsável por muitos eventos memoráveis como o Guinness World Records em que 52,001 Lenços Desapareceram em Simultâneo na inauguração do Estádio do Dragão. Foi protagonista e autor desta cerimónia. 

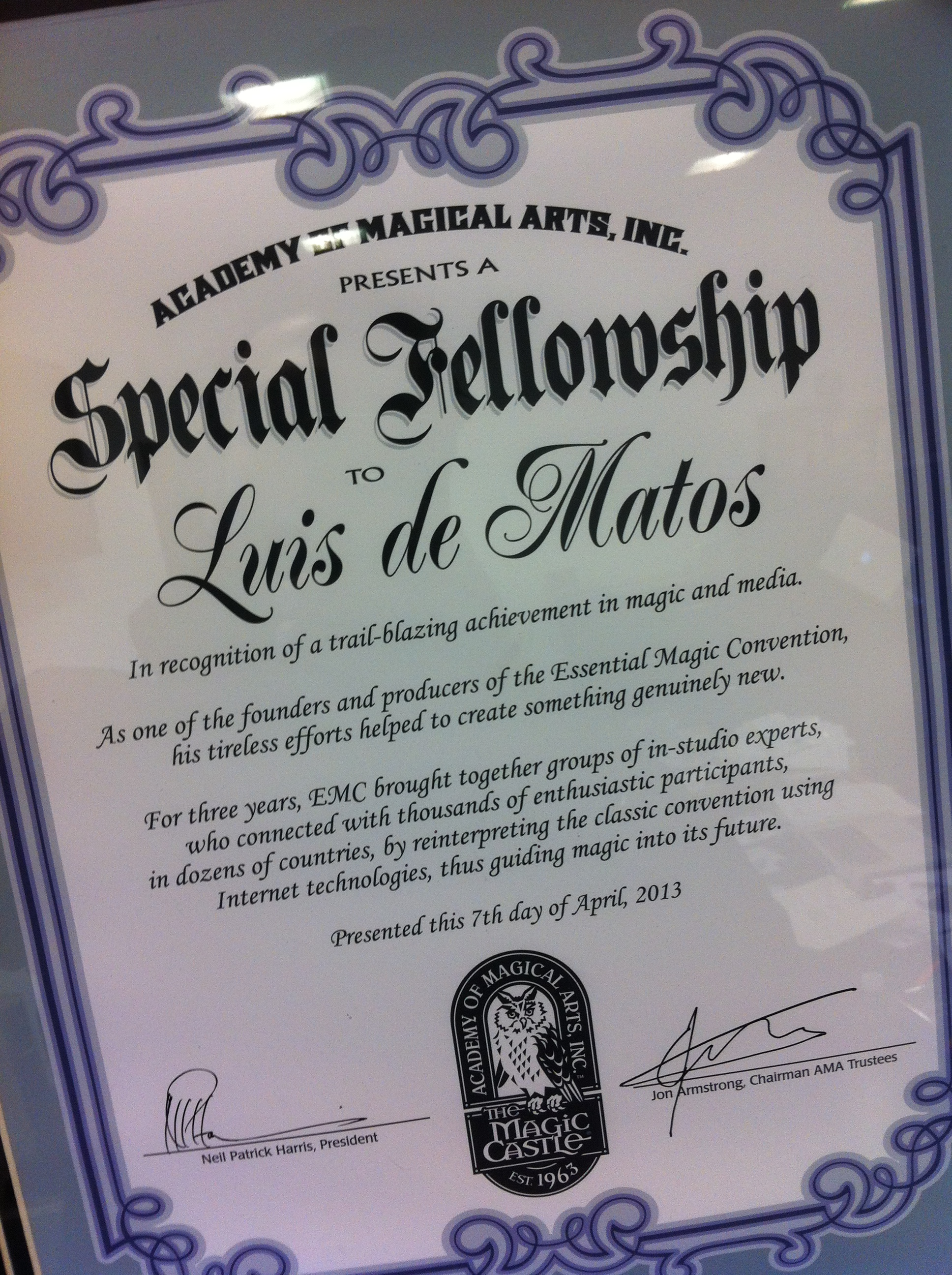
Luis de Matos "Special Fellowship Award", Hollywood Academy of Magical Arts, Abril 2013.

Em 2013 recebe em Los Angeles, a sua terceira distinção da Hollywood Academy of Magical Arts, na distinção “Special Fellowship” onde pode ler-se: 

“In recognition of a trail-blazing achievement in magic and media. As founder and producer of the Essential Magic Conference, his tireless efforts helped to create something genuinely new, guiding magic into its future.”

Também em 2013 é distinguido com o :en:Magic Golden Grolla, sob o lema “Il grande rivoluzionario della magia”, um dos mais prestigiados prémios italianos, atribuído aos melhores artistas no campo do cinema, televisão, jornalismo, música e magia, desde 1953.
Luís de Matos foi distinguido com o "The Devant Award”, no dia 19 de Outubro de 2013, considerado o mais relevante dos troféus atribuídos anualmente pelo clube centenário The Magic Circle. O artista recebe este prémio aos 43 anos de idade e 25 anos de carreira, quando a média de idades dos mágicos que distinguidos ultrapassava os setenta anos..
O seu maior projecto é a criação doEstúdio33 na zona centro do país, Ansião. Foi construído com a finalidade de reunir sobre o mesmo tecto, todas as valências da equipa Luís de Matos Produções, num teatro e estúdio de televisão totalmente equipado, espaço de ensaios, biblioteca de referência, oficina e escritórios. 
Luís de Matos é o co-fundador e produtor da The Essential Magic Conference  que teve lugar no Estúdio33 e foi transmitido em directo, pela internet, para 74 países, em 2010, 2011 e 2012. É também o produtor e criador da Essential Magic Collection.

### Televisão
- 1990 - Natal dos Hospitais, apresentador, RTP1
- 1991 - Espaço Mágico, apresentador, RTP1
- 1991 - Isto é Magia, argumentista e apresentador, RTP1
- 1991 - Caça ao Tesouro, apresentador, RTP1
- 1992 - Isto é Magia, argumentista e apresentador, RTP1
- 1994 - Noite Mágica, argumentista e apresentador, RTP1
- 1994 - Festival da Canção, apresentador das eliminatórias ao lado de Ana do Carmo, RTP1
- 1995 - Domingo em Cheio!, apresentador; RTP1
- 1995 - Magiskt Show, na Suécia
- 1995 - World's Greatest Magic, NBC
- 1995 - Champions of Magic, ABC
- 1996 - Ilusões com Luís de Matos, argumentista, produtor e apresentador com Sónia Araújo como sua assistente, RTP1
- 1996 - Champions of Magic, participação, ABC
- 2001 - Luis de Matos Ao Vivo, argumentista, produtor e apresentador, RTP1
- 2005 - Gala Pirilampo Mágico, apresentador com Catarina Furtado, RTP1
- 2006 - Luis de Matos 3D, RTP1
- 2006 - Shalakabula, participação, em Espanha
- 2006 - Luar, participação, TVG
- 2008 - Mistérios, argumentista, produtor e apresentador, RTP1
- 2009 - Surprise, Surprise, na Roménia
- 2009 - Le Plus Grand Cabaret Du Monde, na França
- 2011 - :en:The Magicians, BBC
- 2011 - Portugal Aplaude, participação, RTP1
- 2012 - This is Magic, MBC
- 2013 - Por Arte de Magia, Antena 3
- 2015 - Volta ao Mundo 2016, participação, RTP1
- 2017 - Luís de Matos - Impossível, apresentador, RTP1

### Tour
- 1999. "A Magia de Luis de Matos" - primeira digressão nacional levando o espectáculo a 45 cidades, num total de 245 espectáculos realizados num dispositivo desenhado por Luis de Matos chamado “Teatro Móvel”.
- 2001. "Utopia" - audiência de 12.000 espectadores no Pavilhão Atlântico, em Lisboa.
- 2002. "Luis de Matos CLOSE-UP" - durante sete anos estaria em digressão por Portugal e Espanha.
- 2004. "Luis de Matos ENIGMA" - durante cinco anos estaria em digressão por Portugal e Espanha.
- 2012. "Luis de Matos CHAOS" - actualmente está em tour por Portugal e Espanha.
- 2013. "The Illusionists 2.0" - início Dezembro de 2013.
- 2013/2014."The Illusionists 2.0" - AUSTRÁLIA - Adelaide | Her Majesty's Theatre (de 27 de Dezembro a 05 de Janeiro)
- 2014."The Illusionists 2.0" - AUSTRÁLIA - Sydney | Sydney Opera House (de 08 a 16 de Janeiro)
- 2014."The Illusionists 2.0" - AUSTRÁLIA - Brisbane | QPAC Concert Hall (de 19 a 27 de Janeiro)
- 2014."The Illusionists 2.0" - MÉXICO - Mexico DF | Auditorio Nacional (de 16 a 27 de Julho)
- 2014."The Illusionists 2.0" - NEW ZEALAND - Auckland | The Civic (de 02 a 13 de Setembro)
- 2014."The Illusionists 2.0" - ABU DHABI - Emirates Palace (de 25 a 29 de Outubro)
- 2014."The Illusionists 2.0" - DUBAI - Dubai World Trade Center (de 30 de Outubro a 05 de Novembro)
- 2014."The Illusionists 2.0" - TURKEY - Zorlu Center (de 13 a 17 de Novembro)
- 2018/19 -Luís De Matos - Impossível ao Vivo (de 12 de Dezembro a 1 de Janeiro)
- 2019/20 -Luís De Matos - Impossível ao Vivo (de 12 de Dezembro a 18 de Janeiro)
- 2020/21 -Luís De Matos - #CONECTADOS

### Publicações

#### Livros
- "O Mundo Mágico de Luis de Matos" | Editora Gradiva | 1995 - Autor.
- "Hocus Pocus" de Paul Kieve | Editora Dom Quixote | 2009 - Prefácio de Luis de Matos.
- "Livro dos Segredos" de Luís de Matos | Porto Editora | 2016 - Prefácio de David Copperfield

#### DVDs
- "Luis de Matos HOME TOUR" | publicado e distribuído pelo Jornal de Notícias | 2002 - Autor; Produtor.
- "Enciclopédia Mágica" | publicado e distribuído pelo Jornal de Notícias | 2003 - Autor; Produtor.
- “Luis de Matos EXTREME Human Body Stunts for Professionals” | Essential Magic Collection | 2009 - Autor; Produtor.
- "The Magic Square" | Essential Magic Collection | 2011 - Autor; Produtor.
- "The Egg Bag" | Essential Magic Collection | 2013 - Autor; Produtor.
- "The Floating Ball" | Essential Magic Collection | 2014 - Autor; Produtor.

#### Caixas de Magia
- "Luis de Matos MAGICUS" | Inclui DVD Original | 2011 | Concentra.
- "Isto é Magia!" | 2006 | Concentra.
- "SCHHH... Isto é Segredo!" | Inclui VHS Original | Frenesim.

## Prémios e distinções

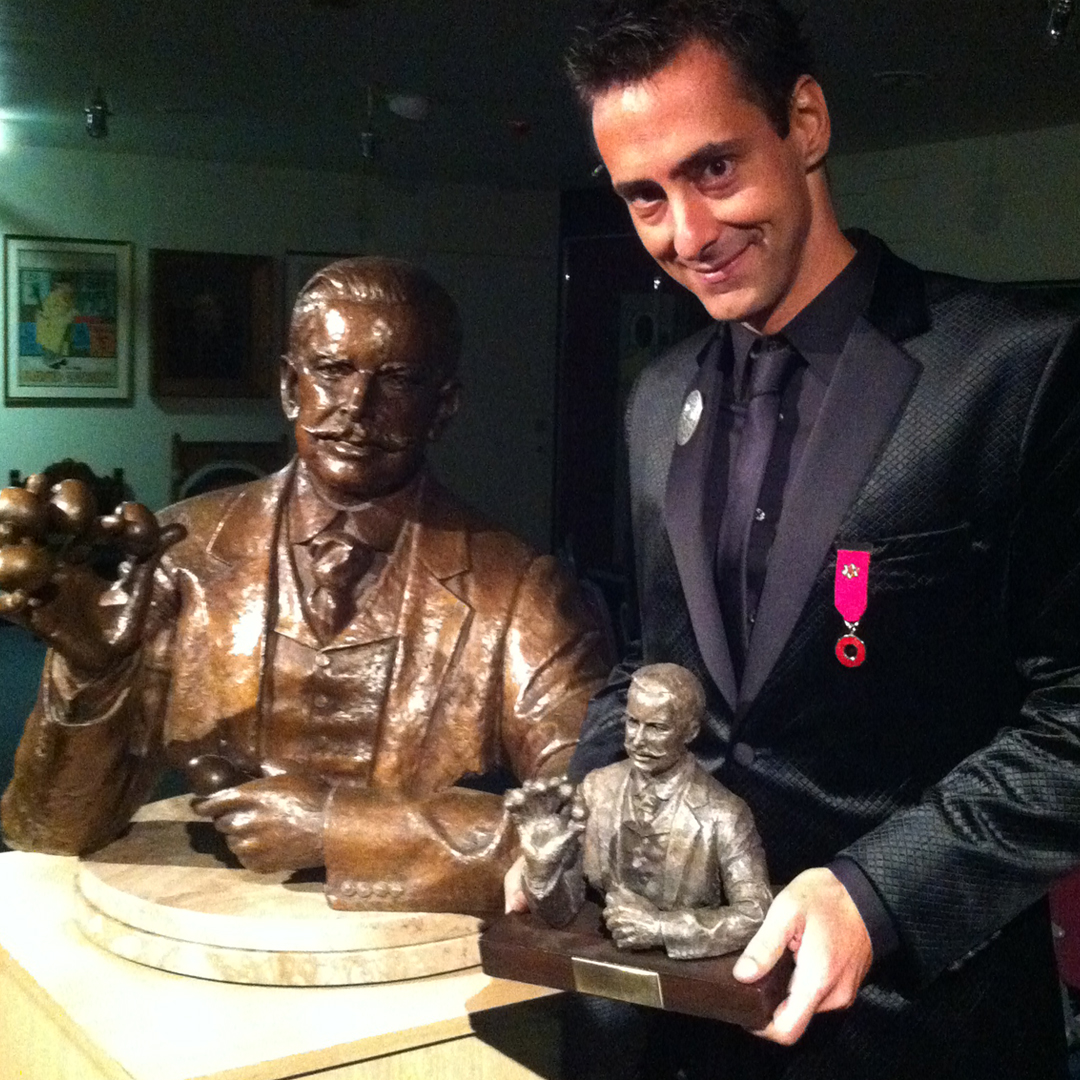
("The Devant Award") Luis de Matos nos :en:The Magic Circle Awards em Outubro de 2013.

- 1986 - "Prémio Revelação" - "7.º Festival Internacional de Magia" da Figueira da Foz
- 1987 - Segundo Prémio na categoria de "Cartomagia" - "I Congresso Mágico Nacional" da Figueira da Foz
- 1989 - Primeiro Prémio na categoria de "Manipulação" - "II Congresso Mágico Nacional" da Figueira da Foz
- 1995 - "Award of Merit" - Hollywood Academy of Magical Arts
- 1996 - Troféu Nova Gente - Votação Popular
- 1998 - "en:Merlin Award, Best Close-Up Magician” - International Magicians Society
- 1999 - "Magician of the Year" - Hollywood Academy of Magical Arts
- 1999 - “Mandrake d’Or” - Sociedade Francesa de Ilusionistas (Paris)
- 2010 - "Merlin Award, Magician Of The Decade" - International Magicians Society
- 2013 - "Special Fellowship Award" - Hollywood Academy of Magical Arts[12]
- 2013 - "Magic en:Golden Grolla, Il grande rivoluzionario della magia” - The Masters of Magic (Itália) [13]
- 2013 - Luís de Matos condecorado com a Medalha de Ouro da Cidade de Coimbra [14]
- 2013 - "The Devant Award" - The Magic Circle (Londres) [15]
- 2014 - Foi feito Comendador da Ordem do Infante D. Henrique, a 9 de Junho[16]